# 二丁目 (八潮市)
二丁目（にちょうめ）は、埼玉県八潮市の大字。郵便番号は340-0811。

## 地理
埼玉県の東部地域で、八潮市の中央部と東部に位置し、木曽根を挟み南北に字下（下二丁目）、字上（上二丁目）二つの地域に分かれて位置している。
東は三郷市彦沢、彦江、花和田、谷口、栄、西は中馬場、中央、八潮、木曽根、南は木曽根、南川崎、北は木曽根、鶴ケ曽根と接している。地内は主に市街化区域で、戸建ての住宅のほか工場も多くみられる。中川の河川区域、およびその堤防と旧堤防に挟まれた区域は市街化調整区域に指定され、纏まった農地も見られる。

## 由来
条里遺構地名に因むと云われている。

## 歴史
もとは江戸期より存在した武蔵国埼玉郡八条領に属する二町目村であった。
近世から明治22年までの間は「二町目」を用い、町村制が実施されてからは「二丁目」を用いている。

### 沿革
- はじめは幕府領で以降変遷なし。なお、検地は1627年（寛永4年）に実施[7]。
- 幕末の時点では埼玉郡に属し、明治初年の『旧高旧領取調帳』の記載によると、代官佐々井半十郎支配所が管轄する幕府領であった[9]。霊雲院（東京府深川清住（澄）町、現江東区清澄。戦後東村山市へ移転された[10]。）の寺領も存在した。
- 1868年（慶応4年）6月19日 - 幕府領が武蔵知県事・山田政則（忍藩士）の管轄となる。
- 1869年（明治2年）1月13日 - 武蔵知県事・河瀬秀治の管轄区域に小菅県を設置、小菅県の管轄となる。県庁は葛飾郡小菅村に置かれる。
- 1871年（明治4年）11月14日 - 太政官布告第594号により小菅県を廃止。埼玉県の管轄となる。
- 1872年（明治5年） - 大区小区制施行により第1区に属す。
- 1879年（明治12年）3月17日 - 郡区町村編制法により成立した南埼玉郡に属す。郡役所は岩槻町に設置。
- 1889年（明治22年）4月1日 - 町村制施行に伴ない、南埼玉郡伊勢野村、垳村、木曽根村、南川崎村、大瀬村、古新田村と合併し、南埼玉郡潮止村が成立、二町目村は潮止村の大字二丁目となる。
- 1956年（昭和31年）9月28日 - 八幡村、八條村と合併し、南埼玉郡八潮村の大字となる。
- 1964年（昭和39年）10月1日 - 町制施行により、南埼玉郡八潮町の大字となる。
- 1971年（昭和46年）3月16日 - 二丁目の獅子舞が町の民俗文化財（無形民俗文化財）に指定される[11]。
- 1972年（昭和47年）1月15日 - 市制施行により、八潮市の大字となる。
- 1982年（昭和57年）10月2日 - 八潮第一土地区画整理事業の完成に伴い、事業区域内にあった地区の一部（字上、字若柳）が八潮市中央一丁目及び中央二丁目となる。
- 1985年（昭和60年）1月24日 - 地内に首都高速6号三郷線が建設され、開通する。
- 1986年（昭和61年）10月4日 - 八潮第二土地区画整理事業の完成に伴い町名および地番が変更され、事業区域内にあった地区の一部（字若柳）が八潮市八潮一丁目および八潮二丁目となる[12]。
- 1997年（平成9年）3月 - 地内に「中川やしおフラワーパーク」が開園する[13]。
- 2025年（令和7年）1月28日 - 埼玉県道54号線で埼玉県八潮市道路陥没事故が発生。二丁目の一部に避難勧告[14]（翌29日に警戒区域へ移行[15]）。

## 世帯数と人口
2020年（令和2年）11月1日現在の世帯数と人口は以下の通りである。
| 大字   | 世帯数    | 人口    |
| ------ | --------- | ------- |
| 二丁目 | 1,550世帯 | 3,552人 |

## 小・中学校の学区
市立小・中学校に通う場合、学区は以下の通りとなる。
| 番地       | 小学校             | 中学校             |
| ---------- | ------------------ | ------------------ |
| 1〜535     | 八潮市立潮止小学校 | 八潮市立八潮中学校 |
| 917〜1000  | 八潮市立潮止小学校 | 八潮市立大原中学校 |
| 1001〜1985 | 八潮市立潮止小学校 | 八潮市立八潮中学校 |

## 交通
地内に鉄道は敷設されていない。

### 道路
- 首都高速6号三郷線

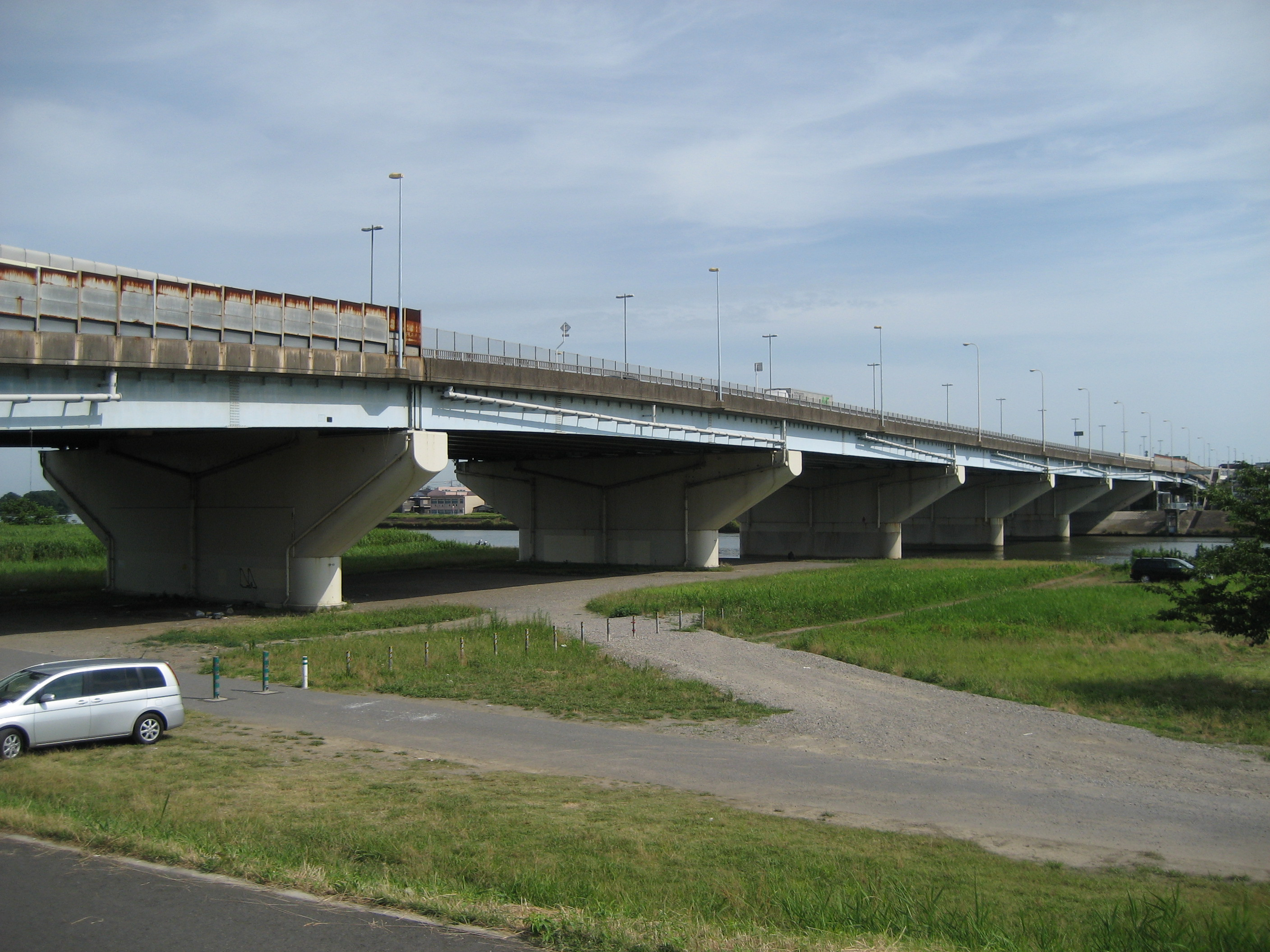
共和橋

- 千葉県道・東京都道・埼玉県道54号松戸草加線
- 埼玉県道116号八潮三郷線
  - 共和橋
- 潮止通り
- 中川堤通り
- 村長通り
- 浄水場通り

## 地域

### 寺社
- 二丁目氷川神社
- 来迎寺
- 普門院
- 本泉寺
- 西蓮寺

### 祭事
- 二丁目の獅子舞（八潮市指定無形民俗文化財） - 二丁目氷川神社で行なわれる[11]。

### 施設
- 恩田家屋敷林ふるさとの森
- 上二児童公園
- 上二東児童公園
- 潮止揚水機場記念ひろば
- 中川やしおフラワーパーク
- 中川やしお水辺の楽校
- 中川やしおスポーツパーク
- 東京電力パワーグリッド八潮変電所